# Кубок Парагваю з футболу 2022
Кубок Парагваю з футболу 2022 — 4-й розіграш кубкового футбольного турніру у Парагваї. Титул володаря кубка здобув Спортіво Амельяно.

## Календар
| Раунд               | Дата                       | Матчі | Клуби   |
| ------------------- | -------------------------- | ----- | ------- |
| Перший раунд        | 11 травня - 18 червня 2022 | 26    | 74 → 52 |
| Другий раунд        | 28 червня - 21 липня 2022  | 20    | 52 → 32 |
| 1/16 фіналу         | 26 липня - 12 серпня 2022  | 16    | 32 → 16 |
| 1/8 фіналу          | 6-9 вересня 2022           | 8     | 16 → 8  |
| 1/4 фіналу          | 27-29 вересня 2022         | 4     | 8 → 4   |
| 1/2 фіналу          | 19-20 жовтня 2022          | 2     | 4 → 2   |
| Матч за третє місце | 11 листопада 2022          | 1     |         |
| Фінал               | 5 листопдаа 2022           | 1     | 2 → 1   |

## 1/16 фіналу
| Команда 1                                       | Рахунок      | Команда 2                                |
| ----------------------------------------------- | ------------ | ---------------------------------------- |
| 26 липня 2022                                   |              |                                          |
| Спорт Прімавера (5)                             | 1:6          | Беньямін Акевал (4)                      |
| 27 липня 2022                                   |              |                                          |
| 2 травня (2)                                    | 3:4          | Спортіво Ітеньйо (2)                     |
| 28 липня 2022                                   |              |                                          |
| Сан-Лоренцо (2)                                 | 1:2          | Лібертад                                 |
| 29 липня 2022                                   |              |                                          |
| Хенераль Кабальєро (Себальйос-Куе) (3)          | 1:0          | Спортіво Лукеньйо (2)                    |
| 2 серпня 2022                                   |              |                                          |
| Депортіво Обреро (5)                            | 0:5          | Спортіво Амельяно                        |
| 3 серпня 2022                                   |              |                                          |
| Спортіво Трініденсе (2)                         | 2:3          | Хуаренья                                 |
| Спорт Коломбія (4)                              | 1:3          | Насьйональ                               |
| 4 серпня 2022                                   |              |                                          |
| Рубіо Нью (2)                                   | 1:0          | Серро Портеньйо                          |
| Фернандо де ла Мора (2)                         | 1:1 пен. 4:5 | Соль де Америка                          |
| 5 серпня 2022                                   |              |                                          |
| Спорт Колоніал (4)                              | 0:2          | Олімпія (Асунсьйон)                      |
| 9 серпня 2022                                   |              |                                          |
| Тембетарі (3)                                   | 2:0          | Депортіво Капіата (3)                    |
| 10 серпня 2022                                  |              |                                          |
| Рівер Плейт (Асунсьйон) (2)                     | 1:4          | 12 жовтня                                |
| Атлетіко Колегіалес (2)                         | 1:2          | Ресістенсія                              |
| 11 серпня 2022                                  |              |                                          |
| Крістобаль Колон (Жуліан Аугусто Сальдівар) (3) | 0:1          | Гуарані (Асунсьйон)                      |
| Депортіво Жувентуд (5)                          | 1:1 пен. 4:5 | Такуарі                                  |
| 12 серпня 2022                                  |              |                                          |
| Фулгенсіо Єгрос (3)                             | 0:3          | Хенераль Кабальєро (Хуан Леон Маллоркін) |

## 1/8 фіналу
| Команда 1                                | Рахунок      | Команда 2                              |
| ---------------------------------------- | ------------ | -------------------------------------- |
| 6 вересня 2022                           |              |                                        |
| Спортіво Ітеньйо (2)                     | 2:4          | Такуарі                                |
| 7 вересня 2022                           |              |                                        |
| Ресістенсія                              | 0:1          | Тембетарі (3)                          |
| Хуаренья                                 | 5:0          | Хенераль Кабальєро (Себальйос-Куе) (3) |
| Хенераль Кабальєро (Хуан Леон Маллоркін) | 1:3          | Гуарані (Асунсьйон)                    |
| 8 вересня 2022                           |              |                                        |
| Соль де Америка                          | 0:3          | Насьйональ                             |
| Олімпія (Асунсьйон)                      | 0:3          | Лібертад                               |
| Рубіо Нью (2)                            | 1:1 пен. 4:5 | 12 жовтня                              |
| 9 вересня 2022                           |              |                                        |
| Беньямін Акевал (4)                      | 1:1 пен. 4:5 | Спортіво Амельяно                      |

## 1/4 фіналу
| Команда 1       | Рахунок      | Команда 2           |
| --------------- | ------------ | ------------------- |
| 27 вересня 2022 |              |                     |
| Хуаренья        | 0:2          | Спортіво Амельяно   |
| 28 вересня 2022 |              |                     |
| 12 жовтня       | 1:2          | Тембетарі (3)       |
| Насьйональ      | 2:0          | Такуарі             |
| 29 вересня 2022 |              |                     |
| Лібертад        | 0:0 пен. 4:5 | Гуарані (Асунсьйон) |

## 1/2 фіналу
| Команда 1           | Рахунок | Команда 2         |
| ------------------- | ------- | ----------------- |
| 19 жовтня 2022      |         |                   |
| Тембетарі (3)       | 1:2     | Спортіво Амельяно |
| 20 жовтня 2022      |         |                   |
| Гуарані (Асунсьйон) | 2:3     | Насьйональ        |

## Матч за третє місце
| Команда 1           | Рахунок | Команда 2     |
| ------------------- | ------- | ------------- |
| 11 листопада 2022   |         |               |
| Гуарані (Асунсьйон) | 3:2     | Тембетарі (3) |

## Фінал
| Команда 1        | Рахунок      | Команда 2         |
| ---------------- | ------------ | ----------------- |
| 5 листопада 2022 |              |                   |
| Насьйональ       | 1:1 пен. 3:4 | Спортіво Амельяно |